# Shanghai World Financial Center
Das Shanghai World Financial Center (deutsch: Weltfinanzzentrum Shanghai; chinesisch (vereinfacht): 上海环球金融中心; chinesisch (traditionell): 上海環球金融中心; Pinyin: Shànghǎi huánqiú jīnróng zhōngxīn) ist ein 492 Meter hoher Wolkenkratzer in Shanghai und damit nach dem 632 Meter hohen Shanghai Tower das zweithöchste Gebäude der Stadt. Das Gebäude wurde am 28. August 2008 eröffnet.

## Beschreibung
Die Höhe des Gebäudes beträgt 492 Meter, damit ist das Gebäude höher als der danebenstehende Jin Mao Tower (420,5 Meter) und der markante Oriental Pearl Tower, ein 468 Meter hoher Fernsehturm, und war somit seinerzeit das höchste eröffnete Gebäude der VR China und das sechsthöchste Gebäude der Welt. Seit im August 2013 der Shanghai Tower, der neben dem SWFC und dem Jin Mao Tower gebaut wurde, seine Endhöhe von 632 Metern erreicht hat, wird es von diesem überragt.
Die Aussichtsplattform im Shanghai World Financial Center ist mit 474 Metern über der Erdoberfläche die zweithöchstgelegene der Welt, noch vor den 447 Metern der oberen Aussichtsplattform Sky Pod des CN Towers in Toronto und den 452 Metern Sichthöhe des 2010 fertiggestellten Burj Khalifa. Vor der Fertigstellung des Gebäudes im Jahr 2008 war diese sogar die höchstgelegene der Welt. Die Aussichtsplattform des im Dezember 2012 fertiggestellten Mecca Royal Clock Tower Hotels in Mekka, welche sich in 558 Metern Höhe befindet, rang ihr jedoch diesen Status ab. Die derzeit höchste Aussichtsplattform befindet sich nebenan auf dem Shanghai Tower, nämlich in 561,3 Metern Höhe. Damit hat jetzt das Nachbargebäude die höchste öffentliche Aussichtsplattform der Welt.

### Konzept
Für das Konzept dieses Prestigeprojektes, welches die Finanzkraft Chinas auch symbolisch demonstrieren sollte, wurden das Architekturbüro Kohn Pedersen Fox Associates (KPF) in New York und die lokale East China Architectural Design & Research Institute Co. Ltd engagiert. Das Aussehen des Bauwerkes ist postmodern und weist trotz der gigantischen Ausmaße architektonische Leichtigkeit auf. Auf dem Fundament wurde die grundlegende Form eines Quadratprismas mit 58 Meter Seitenlänge errichtet. Ab dem 30. Stockwerk wird das quadratische Prisma an entgegengesetzten Ecken von zwei seicht geschwungenen Profilbögen geschnitten, die sich mit zunehmender Gebäudehöhe verjüngen und letztlich in einer einzigen diagonalen Linie an der Spitze in 492 Meter Höhe verlaufen. Durch die Überschneidung der Profilbögen entsteht eine sich vertikal entwickelnde, sechsseitige Gebäudefassade. Dieses Konzept optimiert die Nutzung des Gebäudes, von der großen Grundfläche für Büroräume in den unteren Stockwerken bis zu den geraden, obersten Stockwerken für den Hotelbetrieb.
Die vom Shanghai World Financial Center beabsichtigte Verknüpfung von Erde und Himmel machte eine besonders sorgfältige Auswahl der Verkleidungsstoffe notwendig, um den harmonischen Kontrast der Naturelemente widerzuspiegeln. Der Sockel des SWFC wurde bis zu einer Höhe von 24 Metern mit Rohgranit verkleidet, was den Eindruck von Stabilität erweckt und den Turm im Erdboden verankert. Im Kontrast dazu ist der Hauptkörper des Wolkenkratzers mit einer Glasvorhangfassade verkleidet, die den Himmel widerspiegelt und den Eindruck von Leichtigkeit verleiht. Das Architekturbüro KPF hat ein Wärmeschutzglas mit einer speziellen Hochleistungsbeschichtung eingesetzt, um den höchsten Ansprüchen an Ästhetik, Ergonomie und Umweltfreundlichkeit gerecht zu werden.
Die Fassade, die Struktur und die mechanischen Systeme des Gebäudes sind als modulares System ausgelegt, welches sich alle 13 Stockwerke wiederholt, wodurch die Herstellung und Montage der Komponenten vereinfacht, die Bauzeit verkürzt und der Verwurf sowie die strukturbedingten Ineffizienzen gemindert wurden. Sein markantestes Merkmal ist das in den obersten Stockwerken realisierte, ca. 50 Meter breite trapezförmige Portal, welches die enorme Windlast auf die Gebäudespitze verringert. Dessen ausgefallene Form brachte dem Gebäude außerdem den inoffiziellen Spitznamen „Flaschenöffner“ ein.

### Tragwerksplanung

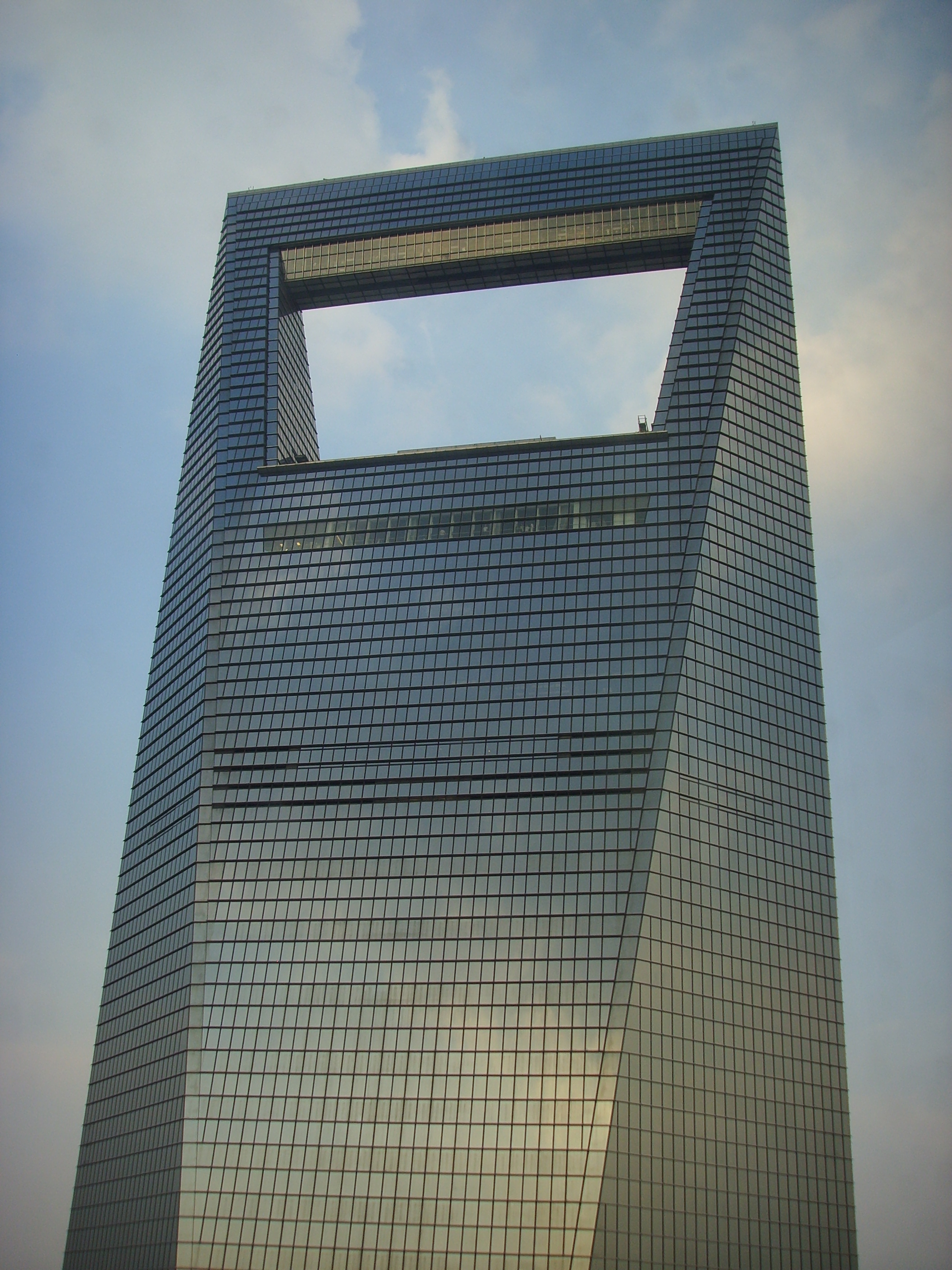
Detail der Spitze

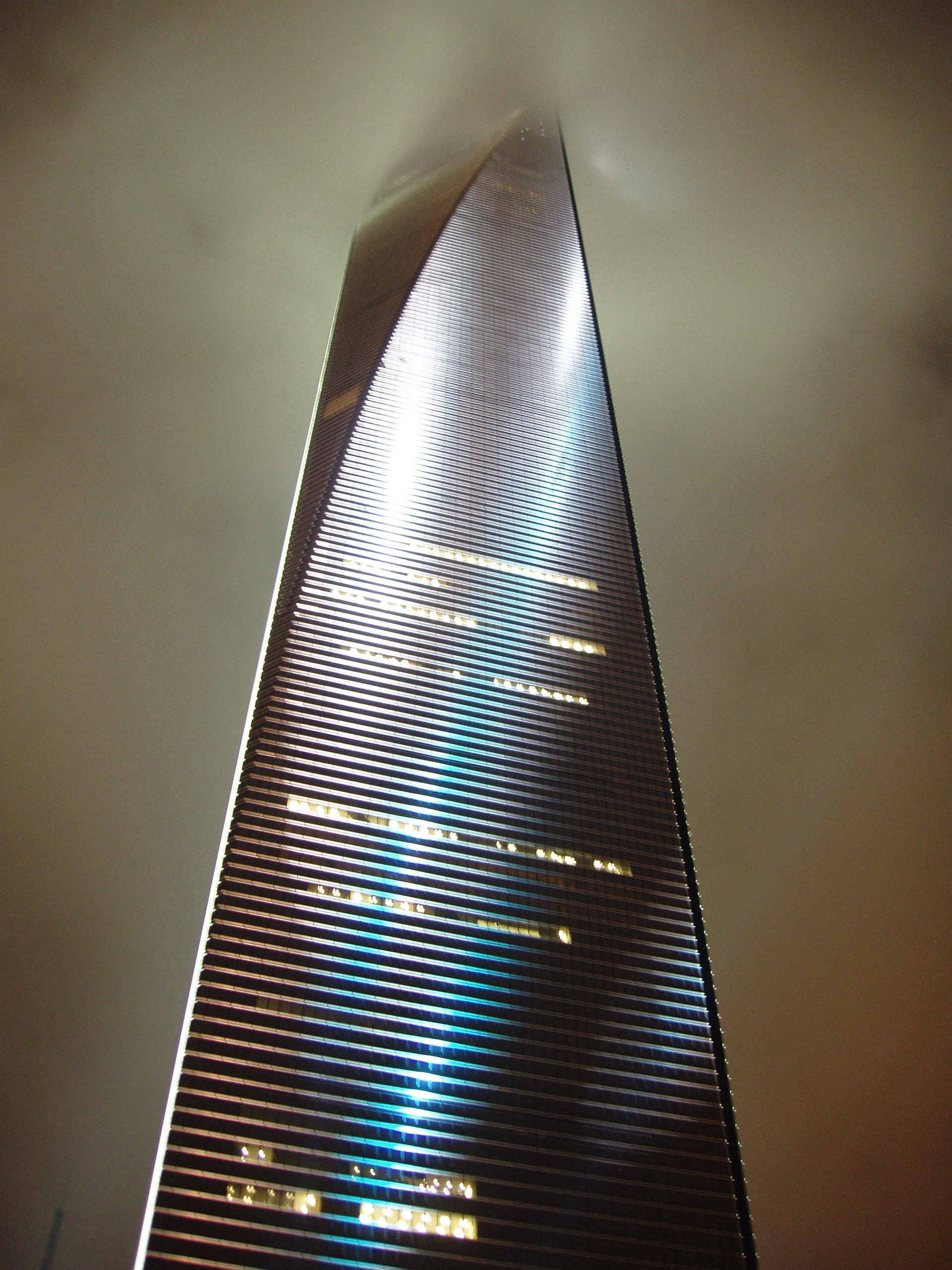
SWFC bei Nacht

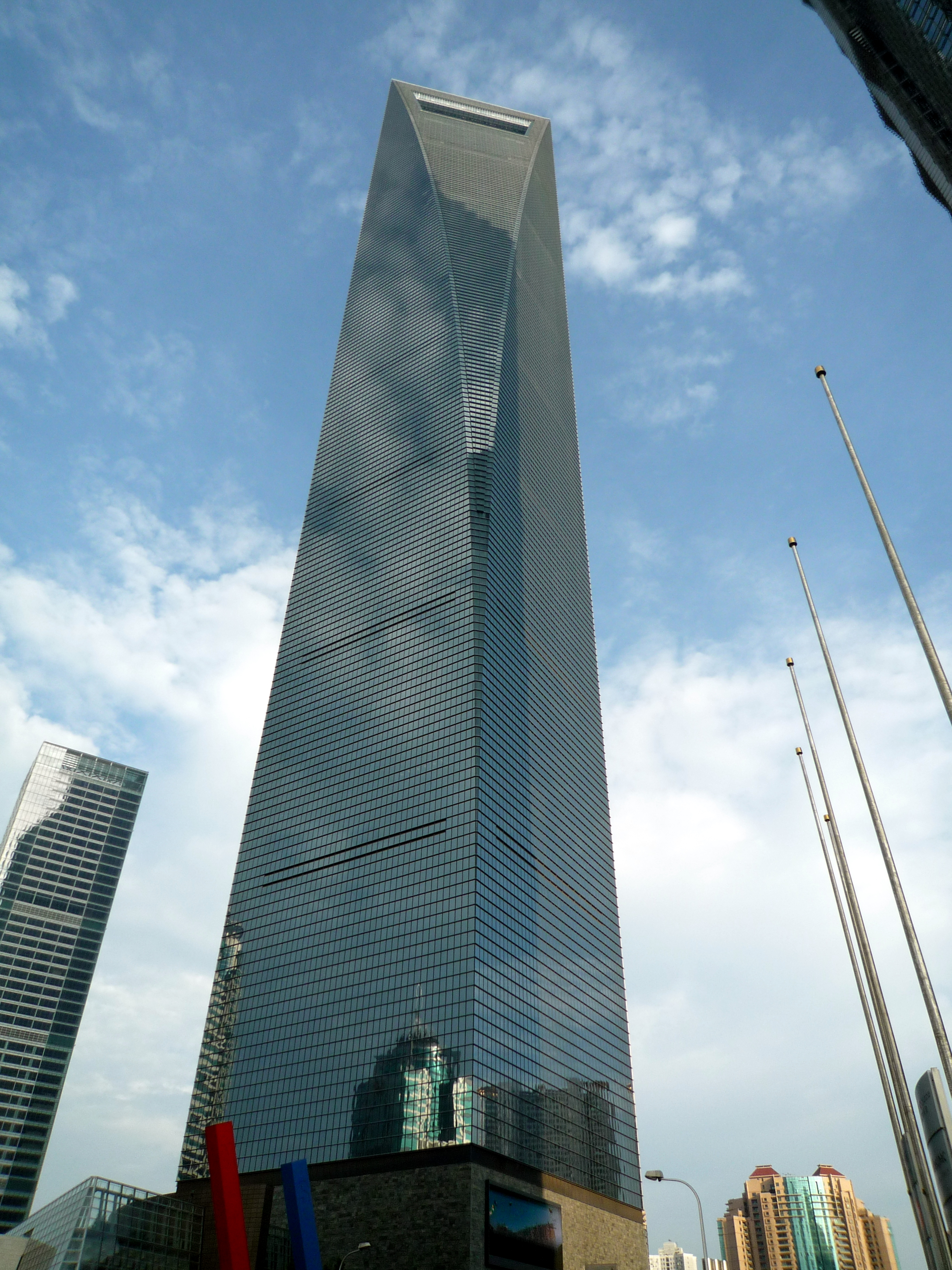
Blick von unten auf das Gebäude

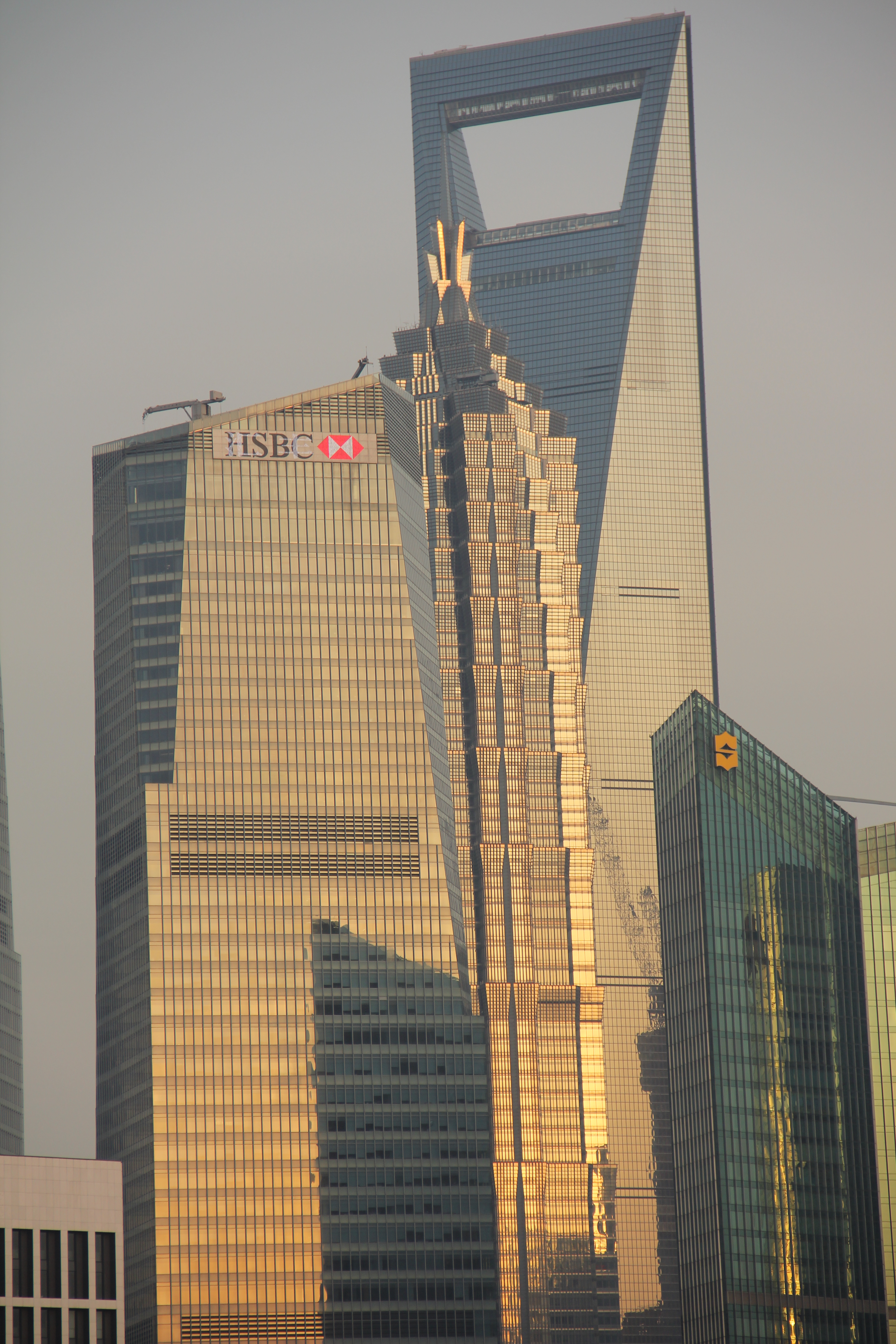
Shanghai World Financial Center im Stadtkontext

Die erste Tragwerkplanung wurde für ein 94-stöckiges Gebäude mit einer Höhe von 460 Metern entworfen. Im Jahr 2000 änderte die Mori Building Company in ihrer Eigenschaft als Bauherr die Gebäudeplanung. Die neue Gebäudehöhe wurde auf 492 Meter und 101 Stockwerke festgelegt. Für den neuen Plan wurde die Firma Leslie E. Robertson Associates (LERA) beauftragt, eine alternative Tragwerksplanung auszuarbeiten. Da das Fundament für die ursprünglichen 460 Meter Gebäudehöhe gebaut wurde und ein Abriss des Fundamentes aus Zeit- und Kostengründen nicht in Frage kam, musste eine andere Lösung gefunden werden. Das neue SWFC sollte nun 32 Meter höher werden und zusätzliche sieben Stockwerke erhalten. Gemäß den neuen Baudaten errechnete LERA, dass das vorhandene Fundament nur durch eine Verringerung des Gebäudegewichts um mehr als 10 Prozent und durch Umverteilung der erhöhten seitlichen Belastungen von Wind und Erdbeben auf die Fundamentpfeiler weiterhin zu nutzen war. Im Jahr 2001 legte LERA eine neue Tragwerksplanung vor. Der überarbeitete Plan sah eine geänderte Tragstruktur sowie erhöhte Sicherheitsvorkehrungen vor. Die Struktur besteht aus einem Kern in Beton mit vier Megastützen an den Ecken, die untereinander über Fachwerkgürtel und durch Aussteifungsglieder mit dem Betonkern verbunden sind. Diese Megastützen bestehen aus einem aus Grobblechen zusammengeschweißten Kern mit einer Betonummantelung. Eine solche Konstruktion wurde gewählt, um auch im Katastrophenfall, z. B. bei Erdbeben, die Stabilität des Gebäudes zu gewährleisten, indem die wirkenden Lasten des Gebäudes über die Megastützen direkt auf das Fundament geleitet werden. Diese Art von Struktursystem ermöglichte es, die Baukosten zu senken und die Bauzeit zu verkürzen, im Vergleich mit im Baugewerbe herkömmlichen Systemen.
Zur Verminderung des Gebäudegewichtes musste die Dicke der Betonwände des Innenkerns verringert werden. Die Reduzierung der Wandstärke konnte aber nur bei einer gleichzeitigen Verringerung der Wind- und Erdbeben-induzierten seitlichen Kräfte auf die Betonwände erreicht werden. Dieses wurde in der neu konzipierten Tragwerkplanung berücksichtigt, sodass nicht nur eine Abnahme der Betonwandstärke, sondern auch eine Gewichtsverringerung von Baustahl in den Außenmauern ermöglicht wurde.
Die Diagonalbalken, welche einen Teil der Unterstrukturen bilden, bestehen aus geschweißten Stahlkastenprofilen, die zur Verstärkung mit Beton gefüllt wurden, um nichtlineare und dämpfende Struktureigenschaften zu erzeugen. Auch die Säulen der Megastruktur sind Verbundgebilde aus Baustahl und Stahlbeton. Der Stahl dient dazu, die vertikale Komponente der auf die Diagonalbalken einwirkenden Last auf die Verbundsäulen abzuführen. Die Gesamtstruktur und ihre Komponenten wurden so ausgelegt, dass der Ausfall einer der Komponenten oder, wenn nötig, ein Austausch einer der Komponenten, nicht zum Zusammensturz der Struktur führt.

### Stahlbauelemente
Für die Stahlbauelemente des mächtigen Strukturkörpers wurde erstmals in China das Stahlprofil Jumbo W 14 Zoll x 16 Zoll eingesetzt. Dieses Stahlprofil entspricht dem Standard der Güteklasse Histar® ASTM A913-Grade 50. Es handelt sich hierbei um einen hochfesten Stahl mit 0,23 Prozent maximalem Kohlenstoffgehalt, einer Mindeststreckgrenze von 345 MPa (Megapascal) und einer Zugfestigkeit von 450 MPa. Der Stahl ASTM A913-Grade 50 eignet sich besonders für Anwendungen in erdbebengefährdeten Gebieten. HISTAR-Stähle (High resistance steel) sind Baustähle mit einem niedrigen Legierungsgehalt, die bei hoher Festigkeit und guter Zähigkeit auch eine hervorragende Schweißbarkeit aufweisen. Diese Materialeigenschaften wurden bisher als unvereinbar betrachtet. Die Herstellung der HISTAR-Stähle wurde durch die innovative „Inline-Wärmebehandlung“ QST (Quenching and Self-Tempering – Abschrecken und Selbstanlassen) ermöglicht, die von dem Stahlkonzern ArcelorMittal in Verbindung mit dem Forschungszentrum Centre de Recherches Métallurgiques in Lüttich entwickelt wurde. Das QST-Verfahren ermöglicht eine wirtschaftliche Produktion hochfester Stähle. Für die verschiedenen Anwendungen gibt es HISTAR-Stähle mit garantierten Zähigkeiten für Temperaturen bis zu −50 °C.
Eine weitere Stahlsorte, die bei dem Bau des Shanghai Financial Centers verarbeitet wurde, ist der DI-MC 460. Dies ist ein thermomechanisch gewalzter Feinkornbaustahl. Aufgrund seiner chemischen Zusammensetzung weist er ein niedriges Kohlenstoffäquivalent (max. 0,15 %) und damit eine sehr gute Schweißeignung auf. Dieser Stahl hat eine Mindeststreckgrenze von 460 MPa (Megapascal) und eine Zugfestigkeit von 540 MPa bis 720 MPa. Alle verwendeten Stahlsorten entsprechen dem Standard der ASTM International (ursprünglich American Society for Testing and Materials). Durch die Verwendung von Stahlsorten der höheren Güteklassen wurden im Vergleich mit einem Standardstahl ca. 25 Prozent an relativem Materialgewicht und ca. 15 Prozent bis 20 Prozent an relativen Materialkosten eingespart, wobei der Zeitaufwand für die Schweißarbeiten und Montage verringert wird. Gleichzeitig wurden auch die Emissionen, die die Herstellung des Stahles und der Transport mit sich bringen, reduziert. Bei der Ausführung zugbelasteter Stahlstreben in Fachwerken des SWFC wurden HISTAR-Stähle mit hoher Streckgrenze verwendet. Diese HISTAR-Stähle halfen Materialkosten zu sparen; die Profile konnten durch das geringere Eigengewicht des Fachwerks deutlich schlanker ausgeführt werden, was die Herstellungskosten reduzierte.

### Auswirkungen der Windkraft
Ein für Leslie E. Robertson & Associates (LERA) wichtiger Risikofaktor waren die auf das Shanghai World Financial Center wirkenden Windkräfte. Bei sehr hohen Häusern ist eine perfekte Kombination von ausreichender Elastizität und notwendiger Stabilität im Wind von großer Wichtigkeit. Durch die Strukturänderungen an dem Gebäude musste auch das Wind Engineering angepasst werden, um das Wind-induzierte Verhalten der SWFC-Struktur zu ermitteln. Für dieses Projekt wurde eine detaillierte Analyse der lokalen Wetterbedingungen und Windverhältnisse für Shanghai und den Standort des SWFC durchgeführt. Mit den ermittelten Daten, wie vorherrschende Windrichtung und maximale Windstärke, konnten dann im Windkanal umfangreiche Modellversuche durchgeführt werden.
Von der Alan G. Davenport Wind Engineering Group wurde für das SWFC-Projekt ein Vierphasenprogramm für die Windkanaltestreihe aufgestellt und durchgeführt. Erstens: der Force-Balance-Test für strukturelle Lasten. Hier wurde das Verhalten der Struktur und der Dynamik getestet, um den späteren Gebäudenutzern einen erträglichen Komfort (Schwankungen des Gebäudes) zu bieten. Zweitens: eine Druckprüfung für die Entwicklung der stationären und der dynamischen Belastungen. Dieser Test hatte einen Einfluss auf die Gestaltung der Gebäudefassade. Drittens: der Umwelttest. Hier wurden die Auswirkungen der Windgeschwindigkeiten sowie verursachte Windverwirbelungen in den Straßen und Häuserschluchten im Umkreis von acht Kilometern um den Standort des Shanghai World Financial Centers ermittelt. Viertens: der aeroelastische Test für die strukturellen Belastungen und Dynamik des SWFC.
Für die Windkanalversuche, in denen Shanghai-Bedingungen simuliert wurden, verwendete man ein maßstabgetreues Plexiglasmodell des SWFC. Dieses Modell wurde mit sechshundert winzigen Sensoren mit Relais verdrahtet, um Informationen über das Verhalten der Struktur unter wechselnden Windbedingungen an den Computer weiterzugeben. Da sowohl die vorhandenen als auch die zukünftigen Gebäude im Umkreis des Shanghai World Financial Center das Windmuster beeinflussen werden, musste ein maßstabsgetreues Modell aller Gebäude im Shanghai-Pudong-Distrikt sowie der schon im Bau befindlichen Gebäude erstellt werden. Dieses Modell wurde von allen Seiten im Windkanal getestet. Da alle Modelle im Maßstab 1:500 angefertigt wurden, konnte auch ein simulierter Wind von Hunderten Kilometern pro Stunde erzeugt werden.
Durch die Windkanalversuche wurde festgestellt, dass beim Auftreffen der Windkraft in einem spitzen Winkel auf die geplanten 90°-Ecken der vier Megastützen eine starke Verwirbelung der Luft an der Gebäudefassade entsteht. Daraufhin wurden die 90°-Ecken in Zickzackecken (W-Profil) umgewandelt, wodurch die Luftverwirbelungen verringert wurden.
Das Shanghai World Financial Center musste, um einem Erdbeben zu widerstehen, flexibel sein. Diese Flexibilität durfte aber einen bestimmten Wert nicht überschreiten, da es sonst anfällig für zu große Windschwankungen geworden wäre. Dieses Problem löste Leslie E. Robertson & Associates durch den Einbau einer Dämpfungseinrichtung. Diese wurde im 90. Stockwerk des SWFC montiert und besteht aus zwei sich diagonal gegenüberliegenden Massedämpfern mit einem Gegengewicht von je 150 Tonnen. Jeder Massedämpfer besteht aus dem Montagerahmen und den zwei Pendelrahmen. Im Montagerahmen ist die computergesteuerte Basisplatte des Dämpfers eingebaut, die das System auf zwei Freiheitsgraden beschränkt. Die Dämpfungseinrichtung hat die Aufgabe, die Richtung und die Geschwindigkeit des Windes zu überwachen, die das Gebäude in Schwankung versetzen, um dann die nieder- und hochfrequenten Schwingungen zu reduzieren. Die Funktion eines Dämpfers beruht auf einem Federmassesystem, das der Störschwingung (Windkräfte oder Erdbewegungen) entgegenwirkt und diese dadurch beruhigt. Durch den Einbau der Dämpfungseinrichtung wurde die Schwankungsfrequenz des Shanghai World Financial Centers um 40 Prozent reduziert. Diese Dämpfereinrichtung wurde zum ersten Mal in einem Gebäude verwendet.
Die Windkanaltestreihe ergab, dass die Gebäudestruktur durch die Windkräfte nur mit 50 Prozent der zulässigen Grenzwerte belastet wurde. Eine Schwingungsbewegung (Gebäude bewegt sich hin und zurück) des SWFC erfolgte in 6 ½ Sekunden Echtzeit. Dieser Wert zeigte auf, dass die Gebäudestruktur sehr steif ist, was eine komfortable Nutzung des SWFC durch die Gebäudemieter gewährleistete. Dieses Ergebnis wurde durch das postmoderne Formkonzept sowie das Megastruktursystem des Bauwerkes erreicht.

### Auswirkungen eines Erdbebens
Die Mori Building Company hatte das Shanghai World Financial Center nach den japanischen Erdbebenschutzbestimmungen konzipiert, so dass es für Shanghai übermäßig geschützt war, da in diesem Gebiet schon seit über einem Jahrhundert keine Erdbeben aufgetreten sind.
Das Shanghai World Financial Center wurde gemäß den örtlichen Bauvorschriften als eine vertikal unregelmäßige Struktur mit einem Megafachwerksystem eingestuft. Dieses Fachwerk ist eine Konstruktion aus mehreren Stäben, die an beiden Enden miteinander verbunden sind. Durch dieses Prinzip entstehen in den einzelnen Elementen nur Druck- und Zugkräfte, wodurch die hohe Tragfähigkeit der Fachwerkkonstruktion entsteht. Durch diese Bauweise wird eine hohe Erdbebensicherheit erreicht. Bis zum 93. Stockwerk wurde das SWFC als Stahlbeton- und Stahlkonstruktion ausgeführt. Vom 94. Stockwerk bis zum 101. Stockwerk wurde das Gebäude als Stahlfachwerkkonstruktion weitergeführt. Das trapezförmige Portal wurde durch eine Art Stahlstützenkrawatte umschlossen, somit wurde ein massiver Stahlkäfig als Rahmen gebildet, der so konstruiert war, um die seismische Energie während eines Erdbebens zu absorbieren.
Gemäß den chinesischen Bauvorschriften überstieg das SWFC die maximal zulässige Bauhöhe für einen Compositerahmen- oder Stahlbetonkernbau um 190 Meter. Dies führte zum Bau einer Stahlbetonstruktur (SRC) und Stahlkonstruktion (S). Das Längenverhältnis der Höhe zur Breite des SWFC überstieg auch die örtlichen Bauvorschriftenbegrenzung für die seismische Entwurfsintensität der Stärke 7. Aus diesem Grunde schenkten die chinesischen Ingenieure besonders der Erdbebentestreihe ihre Aufmerksamkeit. Es wurde ein SWFC-Modell im Maßstab 1:50 für die Durchführung dieser Testreihe hergestellt. Das Modell wurde durch Rütteln unter einer Reihe von ein- und zweidimensionalen niedrigen Erregungen mit stufenweise zunehmender Beschleunigung geprüft. So wurden die dynamischen Eigenschaften, die seismischen Antworten und der Ausfallmechanismus der Gebäudestruktur dargestellt. Die Testergebnisse zeigten, dass das strukturelle System des SWFC eine gute Lösung darstellte, um einem Erdbeben zu widerstehen. Die Struktur wurde so entwickelt, um den elastischen bleibenden Modus während der gesamten Lebensdauer des Gebäudes zu gewährleisten. Das Gesamtverhalten des Gebäudes genügte den Anforderungen der chinesischen Entwurfsplanungsvorschriften. Außerdem wurden schwache Positionen unter selten aufgetretenen Erdbeben der seismischen Entwurfsintensität der Stärke 8 basierend auf den sichtbaren Schäden an dem Prüfungsmodell gefunden. Diese Schwachstellen wurden durch technische Änderungsentwürfe der Struktur unter extrem starkem Erdbeben verbessert. Da die Gebäudedetails während der Planungsphase vielen Änderungen unterworfen waren, wurde die Software Tekla Structures insbesondere hinsichtlich schneller Aktualisierungen des 3D-Modells und der Bauzeichnungen für das Projekt eingesetzt.

### Auswirkungen eines Flugzeugabsturzes
Umfangreiche Sicherheitstests, Simulationen und Berechnungen gingen dem Bau des Shanghai World Financial Centers voraus. Die Ingenieure und Statiker dieses Projektes hatten auch die Möglichkeit eines Flugzeugabsturzes erwogen. Aus den Erfahrungen der Vergangenheit wurden Maßnahmen ergriffen, um das Gebäude vor Flugzeugabstürzen, Terroranschlägen und anderen Katastrophen zu schützen.
Es wurden Computersimulationen von Triebwerken, die in das Gebäude stürzen, durchgeführt, da das Triebwerk der schwerste Teil eines Flugzeugs ist. Dabei wurden die Schäden des Gebäudes analysiert, insbesondere die Schäden an den Megastützen. Die Vergleiche mit den Untersuchungen des 2001 verübten Terroranschlages auf das World Trade Center ergaben bei derselben Aufprallgeschwindigkeit das gleiche Schadensbild, nur mit dem Unterschied, dass die mit Beton gefüllten Stahlstützen den Aufprall besser überstanden haben. Aus Sicherheitsgründen wurden Dutzende Gruppen von Hindernisanzeigen eingebaut, die durch Leuchten niedrig fliegende Flugzeuge warnen sollen.
Auch wurden Testreihen durchgeführt, die berücksichtigen, wie die Struktur sich bei einem Feuer verhalten würde, das aus einem Flugzeugabsturz resultiert. Im Fall eines Brandes steigt die Temperatur auf über 700 °C an – bei einer Temperatur von ca. 500 °C verliert Stahl 50 Prozent seiner Festigkeit. Da das Tragwerk des Shanghai World Financial Center gemischt aus Stahl und Beton errichtet wurde, konnte durch geeignete Projektierung ein optimaler Brandschutz garantiert werden und der gesamten Stahlstruktur eine Widerstandsfähigkeit gegen Aufprall verliehen werden.

### Brandschutzvorkehrungen

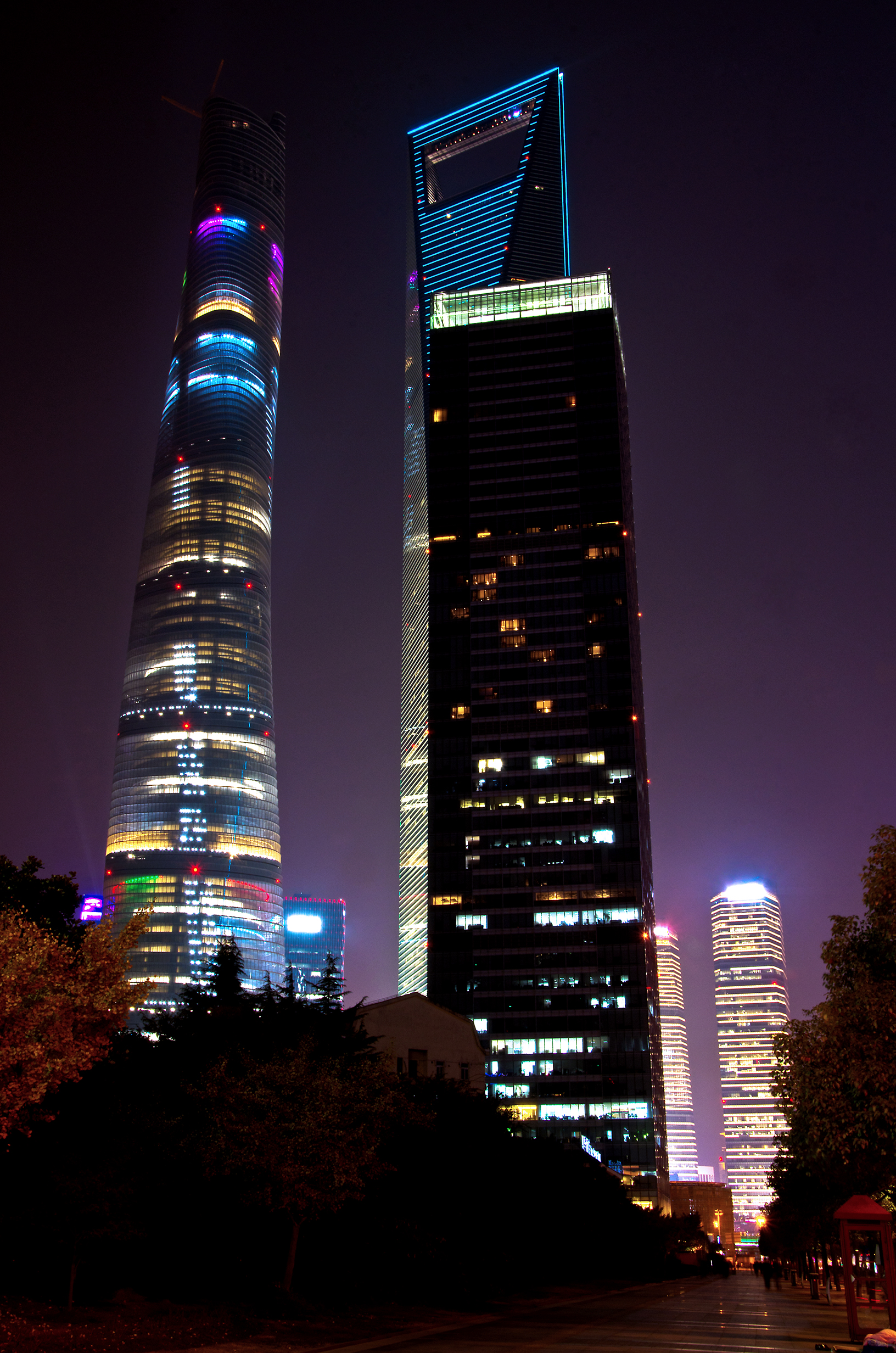
Das SWFC (mittig hinten) bei Nacht mit dem neu erbauten Shanghai Tower (links) im Dezember 2014

Während alle Hochhäuser entwickelt wurden, um Erdbeben- und Windschäden zu widerstehen, so sind es die Risiken und Folgen des Feuers, die die größte Gefahr für ein Gebäude darstellen. Um das Shanghai World Financial Center gegen Brandgefahr zu schützen, wurden feuerbeständige Werkstoffe gemäß Standard Test Method for Air Erosion of Sprayed Fire-Resistive Materials (SFRMs) verwendet. Bezüglich des Brandschutzes wurden die Notausgänge und die Ausbreitung von Feuer und Rauch per Computersimulation für einen Sicherheitsgrad dimensioniert, der die gesetzlichen Bestimmungen übersteigt, woraus einige Projektierungsänderungen resultierten, um die Evakuierungszeiten des Gebäudes zu verbessern. Es wurden drei voneinander unabhängige Treppenhäuser mit breiten Treppen eingebaut, damit die zu Evakuierenden abwärts und die Feuerwehrkräfte aufwärts können, ohne sich gegenseitig zu behindern. Die Gebäudeausgänge wurden so platziert, dass jede Sektion auf kürzestem Wege das Gebäude verlassen kann.
Die Sicherheit des Gebäudes wurde von der ersten Projektierungsphase an berücksichtigt. In den Stockwerken 6, 18, 30, 42, 54, 66, 78 und 89 wurden Evakuierungszonen eingerichtet, in denen die Insassen im Notfall Zuflucht suchen können. Ein wichtiger Aspekt des Evakuierungsplans ist der Einsatz von zwei Evakuierungsaufzügen, die sich an der entgegengesetzten Diagonalen des SWFC befinden. Diese Aufzüge, ursprünglich für den Einsatz zwischen Erdgeschoss und den Aussichtsplattformstockwerken bestimmt, wurden neu gestaltet, so dass sie an jedem 25. Stockwerk automatisch stoppen, wo sich die Evakuierungsstockwerke befinden. Diese Stockwerke bestehen aus großen Freiflächen, die bei einem Notfall in der Lage sind, alle aus den 24 anderen Stockwerken ankommenden Insassen, bei einem Platzbedarf von einem Quadratmeter pro Person, aufzunehmen. Das heißt, dass ein Insasse maximal 25 Stockwerke über das Treppenhaus zurücklegen muss und nur 13 Stockwerke, wenn er bis zur nächstgelegenen Evakuierungszone geht. Ein unter Druck gesetztes Flammenverlangsamungssystem (pressurized flame-retardation System) benutzt die Außenluft, um zu verhindern, dass bei Brand der Rauch in die Evakuierungszonen eindringen kann. Das gleiche System wurde auch bei den Aufzügen angewendet.
Das Shanghai World Financial Center wurde durchgängig mit einer computergesteuerten Sprinkleranlage ausgerüstet. Für die Wasserversorgung der Feuerlöschanlage wurden Hochleistungsförderpumpen mit verkupferten Zahnrädern verwendet. Die Verwendung von Kupfer verhindert eine Korrosion der Zahnräder und damit einen Ausfall der Pumpen. Entsprechende Schlauchsysteme mit Löschspritzen sowie Schaum- und Pulverlöscher in ausreichender Anzahl auf den einzelnen Stockwerken stehen für die Brandbekämpfung zur Verfügung. Bedingt durch die Gebäudehöhe mussten flexible Wasserrohrleitungen, flexible Kupplungen, Armaturen und Ventile für die feuerbekämpfende Systeme eingebaut werden, um eine notwendige Bewegungsfreiheit des Systems zu gewährleisten. Dadurch werden Leckagen an den Rohrleitungsverbindungen verhindert. Entsprechende Ventile sorgen bei der Anwendung des niedrigsten Betriebsdrucks für eine schnellere Wasseranlieferung zu den Brandschutzsystemen. Rückschlagventile verhindern den Rückfluss des Wassers.
Da das Tragwerk des Shanghai World Financial Center gemischt aus Stahl und Beton errichtet worden ist, konnte durch geeignete Projektierung ein optimaler Brandschutz garantiert werden und der gesamten Stahlstruktur eine Widerstandsfähigkeit gegen Aufprall verliehen werden.

### Gebäudetechnik und Sicherheitssysteme
Für die HLK-Anlagen (Heizung, Lüftung und Klimaanlage) und der elektrischen Systeme wurde für das Shanghai World Financial Center ein offenes System verwendet. In der Vergangenheit wurden in den Gebäuden nur Teilsysteme (HLK-, Elektro-, Sicherheit usw.) betrieben oder sie wurden durch ein teures Wartungssystem, das auf eine einzige Mensch-Maschine-Schnittstelle verbunden ist, betreut. Ein offenes System integriert all diese Systeme zu einer vereinfachten Steuerung, die vor Ort auf ein Netzwerk zugreifen können oder durch eine Fernsteuerung bedient werden. Die Steuerungszentrale / Sicherheitscenter (Gebäudemanagement) für alle Brandschutz-, Sicherheits-, Heizungs-, Lüftungs-, Klima- und der elektrischen Systeme befindet sich im 24. Stockwerk des Shanghai World Financial Centers.
Das gesamte Gebäude ist mit Bewegungssensoren an der Beleuchtungsanlage, den Sicherheitsanlagen, den HLK-Anlagen und in den Liftsystemen ausgestattet. Diese geben laufend ihre Informationen an die Steuerungszentrale weiter. Im Rahmen der Wasserkontrollinfrastruktur wurden ca. 300 Pumpen in das Shanghai World Financial Center eingebaut. Um eine Störung durch Wasser in den sensiblen Bereichen des Gebäudes, wie Rechenzentren, EDV-Räume, Küchen usw., zu verhindern, wurden Wasserleckage-Erkennungssysteme installiert. Insgesamt wurden vier Kilometer Wassersensorkabel verlegt und 80 elektronische Steuerungsmodule installiert, um das Gebäude vor Wasserschäden zu schützen.
Das Shanghai World Financial Center verfügt über drei unterirdische Stockwerke, die als Parkplätze verwendet werden. In den ersten beiden unterirdischen Stockwerken bis zum 3. Stockwerk sind zusätzlich Geschäfte und Restaurants untergebracht. Im 3. bis zum 5. Stockwerk befindet sich das Forum (Konferenzräume usw.). Die Büroflächen erstrecken sich vom 7. bis zum 77. Stockwerk. Das Sicherheitscenter ist im 24. Stockwerk und das Media Center findet man im 28. und 29. Stockwerk. Eine Sky Lobby ist auf dem 52. und 53. Stockwerk in 240 Meter Höhe eingerichtet. Das Park Hyatt Shanghai Hotel ist das höchste Hotel der Welt und hat 174 Hotelzimmer sowie Restaurants und sonstige Serviceeinrichtungen im 79. bis 93. Stockwerk untergebracht. Die Dämpferanlage des SWFC befindet sich im 90. Stockwerk. Eine Aussichts- und Mehrzweckhalle ist auf dem 94. Stockwerk. Vom 97. bis zum 100. Stockwerk befindet sich das Observatorium mit den Aussichtsplattformen. Das Shanghai World Financial Center fasst 12.000 Personen.
Das Projekt soll etwa 850 Millionen US-Dollar gekostet haben.

## Planung

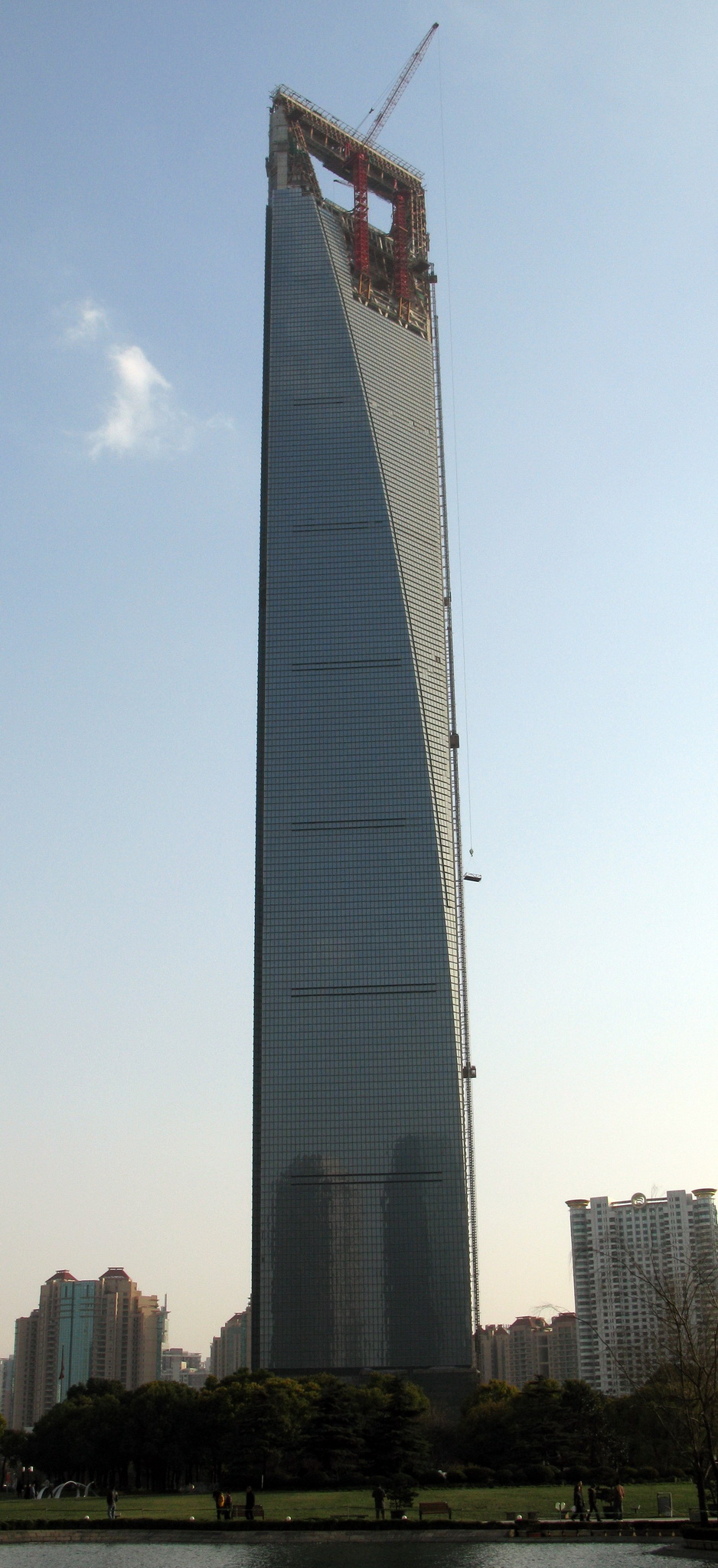
Shanghai World Financial Center im Bau

### Ursprüngliche Planung
Vor dem Zweiten Weltkrieg war Shanghai nicht nur das Zentrum Asiens für Finanzen, sondern vor allem auch für den Handel. Mitte der 1980er Jahre wurde Shanghai durch die chinesische Zentralregierung die Vorreiterrolle für die Modernisierung Chinas zugewiesen, was zu einem enormen Anstieg der Industrieproduktion und der ausländischen Investitionen führte. Im Jahr 1990 entstand die Sonderwirtschaftszone Pudong, der Finanzdistrikt von Shanghai. Pudong gilt als der neue Wirtschafts- und Hightechbezirk Shanghais, das Wirtschaftswachstum lag im Durchschnitt seit 1990 über 20 Prozent. Bisher wurden über 40 Milliarden US-Dollar von Unternehmen außerhalb Chinas in Pudong investiert. In der Finanz- und Handelszone Lujiazui befinden sich internationale finanzielle Institutionen und zahlreiche Wolkenkratzer.
Im Jahr 1993 besuchte der Japaner Minoru Mori, Präsident und CEO (Chief Executive Officer) von Mori Building Co. Ltd. die Stadt Shanghai. Er hatte schon vorher verschiedene Städte wie Moskau, Jakarta, Ho-Chi-Minh-Stadt, auch Shenzhen im Süden Chinas besucht, um einen geeigneten Standort für den Bau eines Financial Centers zu finden. Der enorme Anstieg der Industrieproduktion und der ausländischen Investitionen in Shanghai überzeugte ihn. In dieser Stadt wollte auch Mori investieren.
Zurück in Tokio, teilte Minoru Mori seinen Entschluss mit, ein Financial Center in Shanghai zu bauen. Seine Landsleute reagierten sehr empfindlich auf seine Idee, in China zu investieren. Sie befürchteten das politische Risiko in China und dass die japanisch-chinesischen Beziehungen das Projekt gefährden könnten. Trotz negativer Kritiken an seinem Vorhaben wollte Mori sein Projekt verwirklichen. Zuerst musste die Finanzierung des Financial Centers realisiert werden. Minoru Mori hatte die Idee, dieses Projekt als Teil der offiziellen Entwicklungshilfe von Japan an China zu vergeben. In Gesprächen mit dem Präsidenten des Überseefonds für wirtschaftliche Zusammenarbeit wurde beschlossen, dass ca. 70 Prozent der Rücklageanteile durch den Überseefond bereitgestellt würde und die Mori Building Co. Ltd die restlichen 30 Prozent finanziert. So wurde eine teilweise öffentliche Finanzierung gewährleistet, die von China akzeptiert und genehmigt wurde.
Nachdem die Finanzierung des Projekts gesichert war, beauftragte die Mori Building Co. Ltd die Kohn Pedersen Fox Associates im Jahr 1993 mit dem Architekturentwurf des Shanghai World Financial Centers, unter der Bedingung, das höchste Gebäude der Welt zu bauen.
Die Kohn Pedersen Fox Associates (auch unter dem Akronym KPF bekannt) ist ein internationales Architekturbüro in New York, London und Shanghai, das innerstädtische Entwicklung von Bauvorhaben und Masterplanung für öffentliche Behörden und private Unternehmen durchführt. Alle Konzeptarbeiten sowie die Erstellung der konzeptionellen Baupläne für das SWFC wurden von der Firma Ove Arup & Partners in New York erstellt. Anschließend wurden in Tokio in Zusammenarbeit mit der Firma Shimizu Corporation die Baupläne mit der Architektur ergänzt.
Das Shanghai World Financial Center wurde als Hochhaus mit Mischnutzung aus Büros, Hotelzimmern, Konferenzräumen, Aussichtsplattformen und Geschäften im Erdgeschoss geplant. Der ursprüngliche Plan sah ein Gebäude mit 94 Stockwerken und einer Gebäudehöhe von 460 Meter vor.
Bis ins Jahr 1995 wurde die Herstellung der Fundamentpfeiler an Firmen vergeben und das Strukturpaket des Shanghai World Financial Centers abgeschlossen. Am 27. August 1997 wurde mit den Erdarbeiten des Shanghai World Financial Centers begonnen und im August 1998 wurde das Fundament fertiggestellt.

### Bauunterbrechung
Die Finanz-, Währungs- und Wirtschaftskrise Ostasiens der Jahre 1997 und 1998 sowie die gleichzeitige Wirtschaftskrise in Japan warfen ihre Schatten auf das SWFC-Projekt, da der Bedarf an Büroräumen rapide sank. Während die Volksrepublik China und Taiwan größtenteils von der Krise unberührt blieben, sank in Japan das Bruttoinlandsprodukt (BIP) um 2,8 Prozent. Nach Jahren starken Wachstums sahen sich die asiatischen Länder 1998 mit einem plötzlichen Fall in tiefe Rezession konfrontiert. Damalige und zukünftige Investoren zeigten sich skeptisch über die Aussichten der Region und reagierten dementsprechend. Das Konsortium, das den Bau finanzierte, bestand aus 36 Versicherungsgesellschaften, Banken und weiteren Firmen. Für das SWFC-Projekt wurden insgesamt 850 Millionen US-Dollar investiert. Die Fertigstellung bzw. die weitere Finanzierung war ungesichert, worauf im August 1998 ein Baustopp über das SWFC-Projekt verhängt wurde. Erst am 13. Februar 2003 wurden die Bauarbeiten fortgeführt.

### Bauplanung
Nach den Anschlägen des 11. September 2001 in den USA kam es zu einer großen Debatte über die Sicherheit von Wolkenkratzern. Die Entwicklung von Hochhausprojekten musste neu überdacht werden, so dass die Entwickler des Shanghai World Financial Centers die strukturelle Stärke des Projektes überarbeiteten und weitere Sicherheitüberlegungen mit einbezogen. Alleine diese Änderungen erhöhten die Baukosten um 200 Millionen US-Dollar.
Mit zunehmender Nachfrage nach IT-Einrichtungen wie Rechenzentren und zusätzlichen Stockwerken änderte im Jahr 2000 die Mori Building Company die Gebäudeplanung. Statt der bisherigen Gebäudehöhe von 460 Metern und 94 Stockwerken sah der neue Plan eine Gebäudehöhe von nunmehr 492 Metern und 101 Stockwerken vor. Leslie E. Robertson Associates (LERA) wurde damit beauftragt, eine alternative Tragwerksplanung auszuarbeiten. Da das Fundament für die ursprüngliche Gebäudehöhe von 460 Metern gebaut wurde und ein Abriss des Fundamentes aus Zeit- und Kostengründen nicht in Frage kam, musste eine andere Lösung gefunden werden. Viele Konstrukteure bezweifelten, dass dieses Ziel erreicht werden könnte. Im Jahr 2001 legte LERA eine neue Tragwerksplanung vor, die 15 Prozent mehr Bodenfläche und den Anstieg des Kippmoments um 25 Prozent durch die Windkräfte unter Beibehaltung des Konzepts berücksichtigte. LERA konnte diese Forderung nur durch eine innovative Technik gewährleisten.
Die Verzögerung durch den Baustopp raubte dem Shanghai World Financial Center die Chance, das höchste Gebäude der Welt zu werden, wie es ursprünglich geplant war. Die Mori Building Corporation schlug eine weitere Änderung der Tragwerksplanung vor, um die endgültige Höhe des Gebäudes auf 510 Meter aufzustocken. Diese Änderung der Struktur würde es ermöglichen, das Taipei 101 in Taiwan (508 Meter) als höchstes Gebäude der Welt zu übertreffen, wenn auch nur für eine kurze Zeit, bis es vom Burj Khalifa übertroffen würde. Allerdings lehnten die lokalen Behörden von Shanghai diese Idee ab, weil die städtischen Bauvorschriften die Höhe eines Gebäudes unter 500 Meter begrenzten. Diese Regelung wurde strikt eingehalten, um die Aussicht auf die Skyline auf beiden Seiten des Flusses Huangpu zu schützen.
Der architektonische Stil des Shanghai World Financial Centers gilt weithin als postmodern aufgrund seiner sehr symbolischen Natur, die Verweise auf seine Umgebung und seine stilisierte Form. Sein Stil ist in der chinesischen Symbolik eingebettet, dieses wird durch die quadratische Grundfläche und den zunächst vorgesehenen Kreis angezeigt. Diese Eigenschaften spiegeln die chinesische Auffassung, die Erde als ein Quadrat und den Himmel als einen Kreis, wider. Der Entwurf versucht, chinesische Architekturtraditionen zu integrieren, indem die Verwendung eines kreisrunden Mondtores mit 46 Meter Durchmesser an der Spitze des SWFC eingeplant wurde. Mit dieser kreisrunden Blendenöffnung wurde nicht nur der chinesischen Mythologie gehuldigt, sondern auch die Strukturbelastungen durch den Winddruck reduziert.
Dieser erste Entwurf des Mondtores sorgte für Aufregung unter den chinesischen Patrioten, darunter auch der Bürgermeister von Shanghai. Sie waren der Meinung, dass das kreisrunde Mondtor eine Ähnlichkeit mit dem Aussehen der aufgehenden runden Sonne in der japanischen Nationalflagge hat. Architekt Pedersen machte den Vorschlag, eine Brücke an der Unterseite der Kreisöffnung einzubauen, damit sie weniger kreisförmig ist. Dieser Vorschlag fand keine Unterstützung durch die Chinesen. Am 18. Oktober 2005 legte Kohn Pedersen Fox Associates (KPF) einen alternativen Entwurf vor. Das kreisrunde Mondtor wird durch eine Trapezform ersetzt, dadurch wurde die Erstellung bautechnisch einfacher und kostengünstiger. Zusätzlich konnte nun auf dem 100. Stockwerk noch eine Aussichtsplattform als endgültige Form eingeplant werden.

## Bau
Für die Bauphase des Shanghai World Financial Centers waren die China Architecture General Engineering Company und die Shanghai Construction (Group) General Company Association verantwortlich. Der Zuständigkeitsbereich der China Architecture General Engineering Company war die Planung und Installation der Fassadensysteme aus Glas, Stahlarbeiten und Betonarbeiten für kommerzielle Anwendungen. Sie war auch für die Gestaltung und Installation der verbundenen Dächer und Dachsysteme zuständig. Die Shanghai Construction (Group) General Company Association war für die Bereitstellung von Bau- und Ingenieursdienstleistungen, Verträge mit den Industrieunternehmen und Behörden, öffentlicher Versorgungseinrichtungen usw. zuständig.

### Fundament
Das Ergebnis der Bodenproben für die Fundamenterstellung war zufriedenstellend. Da tragfähiger Baugrund vorhanden war, konnte die Gebäudelast durch eine kombinierte Pfahl-Plattengründung getragen werden. Bei der kombinierten Pfahl-Plattengründung wird die vertikale Belastung anteilig von der Pfahlkopfplatte und den Pfählen auf den Baugrund übertragen. Da die Pfähle ihre Lastanteile in tiefere Bodenschichten einleiten, können hierdurch die Gesamtsetzung und die Setzungsunterschiede der Gründungsplatte deutlich reduziert werden, so dass gleichzeitig die Gefährdung der Betriebssicherheit des Gebäudes vermindert wird. Darüber hinaus bewirkt die entsprechende Anordnung und Konzentration der Pfähle unter einem exzentrisch angeordneten Aussteifungstragwerk eine Zentrierung der Reaktionskräfte im Fundamentsystem.
Am 27. August 1997 wurde der Grundstein für das Shanghai World Financial Center gelegt. Da für das SWFC drei Tiefetagen für Parkflächen vorgesehen waren, musste das Fundament kreisförmig bis zu einer Tiefe von 17,5 Meter ausgehoben und mit Spundwänden gegen Einsturz gesichert werden. Um die Gebäudelast des SWFC sicher am Boden zu halten, wurden ab der Tiefe von 17,5 Meter Stahlpfähle in den Baugrund getrieben. 2271 Stahlpfähle wurden in das Fundament des Gebäudes integriert. Die Stahlpfähle wurden so angeordnet, dass als Abschluss eine zwei Meter dicke quadratische Gründungsplatte mit abgeschrägten Ecken aufgesetzt wurde. Die kurzen Stahlpfähle wurden an der Außenseite der Gründungsplatte eingesetzt und wurden je mehr sie zum Zentrum der Platte gesetzt wurden länger. Die längsten Stahlpfähle sitzen im Zentrum, sind ca. 78 Meter lang und wiegen pro Stück 17 Tonnen. Das Gesamtgewicht dieser Stahlpfähle allein beträgt ca. 20.000 Tonnen. Nach Fertigstellung des Fundaments wurde, verursacht durch die Finanzkrise, im August 1998 ein Baustopp über das SWFC-Projekt verhängt.

### Megastahlstützen
Erst am 13. Februar 2003 wurden die Bauarbeiten nach Änderung der ursprünglichen Gebäudeplanung fortgeführt. In drei Schichten (Tag und Nacht) waren 2.000 Arbeiter auf der Baustelle im Einsatz.

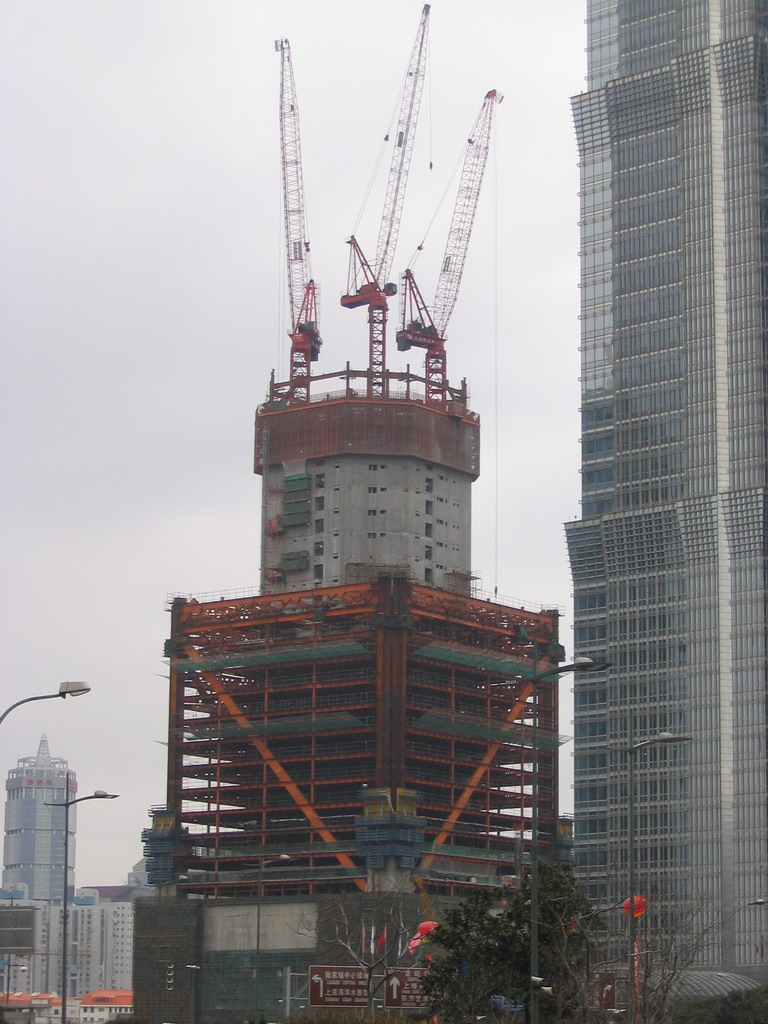
Megastützen und Stahlstruktur

Die vier Megastahlstützen in den Ecken des Gebäudes bestehen aus einem aus Grobblechen zusammengeschweißten Kern mit einer Betonummantelung. Für die besonders kritischen Bereiche dieser ausgefeilten Konstruktion wurden spezielle Grobbleche benötigt, die höchsten Qualitätsansprüchen genügten. In den Sockel für die Megastahlstütze wurden vier versetzt angeordnete Stahlstützen eingesetzt und die Grundfläche der Megastahlstütze mit 50 mm im Durchmesser dickem Betonstahl, gebündelt in Gruppen von jeweils vier Stäben, ausgelegt.
Für die Erstellung der Stahlkonstruktion wurden für das Shanghai World Financial Center insgesamt 40.000 Tonnen Stahl benötigt. Diese sehr große Menge Stahl wurde durch den Stahlkonzern ArcelorMittal (17.000 Tonnen) und durch die Firma Dillinger Hütte GTS (23.000 Tonnen) geliefert. Die Grobbleche wurden in der Stahlgüte ASTM A572 Grade 50 in Dicken zwischen 45 mm und 100 mm sowie die des thermomechanisch gewalzten höherfesten Feinkornbaustahls DI-MC 460 in Dicken von 20 mm bis 100 mm für das SWFC benötigt. Zum Teil kamen auch Stähle mit besonderen Verformungseigenschaften in Dickenrichtung zur Sicherstellung der hohen Verformungsfähigkeit der Konstruktion zum Einsatz. Der Einsatz hochfester Stähle wird erforderlich, wenn Spannungsprobleme bei der Bauteilbemessung entscheidend sind. Das ist oft in Verbundträgern, weitgespannten Dachtragwerken, Fachwerkträgern oder hoch belasteten Stützen der Fall. Die Bleche wurden zunächst per Schiff nach China befördert, wo sie in den Stahlbauwerkstätten zu Trägern und Stützen zusammengeschweißt wurden. Anschließend erfolgte der Transport der fertigen Bauteile zur Baustelle. Hier wurden sie schließlich eingehoben und miteinander verschweißt bzw. verschraubt. Da auf der Baustelle nicht genug Platz für die Lagerung von Großbauteilen vorhanden war, mussten bestimmte Materiallieferungen im Just-in-time-Verfahren erfolgen, d. h. zu einer bestimmten Zeit musste ein bestimmtes Bauteil an seinem bestimmten Einbauplatz sein. Durch computergesteuerte Arbeitsablaufpläne wurde verhindert, dass ein Fehler im Zeitplan oder der Materialanlieferung den Baufortschritt verzögerte.
Das ausführende Konsortium aus China-Construction-Engineering und Shanghai-Construction beauftragten die Firma DOKA China Group Shanghai mit der Betonschalung der vier Megastahlstützen an den Außenkanten des Gebäudes. Für die Trägerschalung der vier Megastahlstützen wurde ein System, das für die Schalung von Brückenpylonen entwickelt wurde, eingesetzt. Das hatte den Vorteil, dass dieses System dadurch bereits erprobt war. Auf den vier Megastahlstützen wurden die SKE-50-Kletterautomaten aufgesetzt. Im Viertagestakt wurde die Selbstkletterschalung in Regelabschnitten von 4,20 Meter bis zum 101. Stockwerk hinaufgesetzt. Dabei zieht sich der Kletterautomat am zunächst errichteten Stahlskelett der Megastützen nach oben. Der Schalungsdruck hingegen wird in den bereits betonierten, darunter liegenden Korpus geleitet. Für die vier Megastahlstützenschalungen wurden 16 Monate Bauzeit benötigt.

### Innenkern des Gebäudes
Im Zentrum des Gebäudes befinden sich ein 30 Meter mal 30 Meter großer mit abgeschrägten Ecken versehener massiver Stahlbetonkern und um diesen herum ein betonummanteltes Stahlskelett. Dieser Innenkern reicht von den Tiefetagen bis zum 94. Stockwerk hinauf. Oberhalb des 94. Stockwerkes ändert sich die Konstruktionsweise. Darüber liegende Stockwerke sind in reinem Stahlbau gefertigt. Gründe hierfür sind das geringere Gewicht der Stahlkonstruktion sowie die exponentiell steigende Kosten, die durch das Heraufpumpen des Betons verursacht würden. Durch die filigranere Stahlkonstruktion blieben die Lasten aus Eigengewicht trotz größerer Höhe gleich. Beim Bau des SWFC musste zuerst mit der Errichtung des Innenkerns begonnen werden, weil dort die Lastenaufzüge für den Transport des Baumaterials untergebracht werden mussten. Anschließend konnte die Fassade nachgezogen werden, dadurch war der Ausbau des Innenkerns dem Bau der Fassade immer einige Stockwerke voraus. Im Innenkern wurden die Fahrstuhlschächte, Sanitäranlagen, Treppenhäuser, Versorgungseinrichtungen usw. untergebracht.

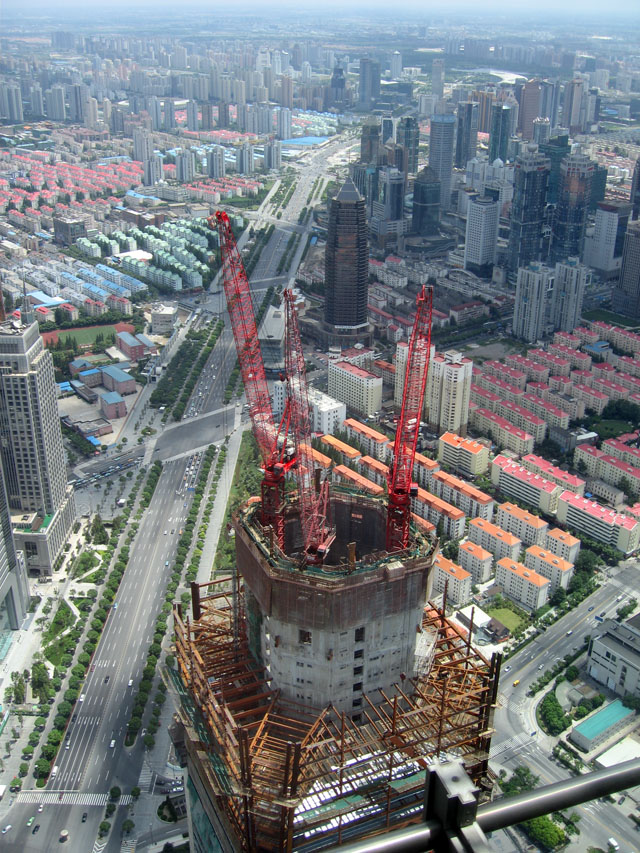
Innenkern aus Stahlbeton

Der Fußboden wurde in Form von vorgefertigten Stahlplatten, auf denen Transportaugen für den Kran und in gleichen Abständen auf den Stahlplatten senkrechtstehende Bolzen zur Halterung des Stahlgeflecht für die Betonschicht aufgeschweißt sind, verlegt. Die Fußbodenstahlplatten wurden auf den Stockwerkträgern verschraubt und dann wurde das Stahlgeflecht für die Betonschicht eingesetzt. Anschließend wurde der Beton mit faltbaren Auslegerpumpmaschinen über 200 m hochgepumpt. Beim Hochpumpen des Betons wurden über 60 Automobilbetonpumpen und sechs Anhängerpumpen eingesetzt. Die Forderung des Bauträgers war, dass die Maschinen beim Hochpumpen des Betons in nur 40 Stunden und ohne Unterbrechung 28.000 Kubikmeter Beton befördern und beim verwendeten Beton ein äußerst hohes Mischverhältnis zum Einsatz kam. Die Betonarbeiten für den Fußboden wurden nur in der Nacht durchgeführt, damit der Beton bei den Tagestemperaturen keine Risse bekam. Für die Fertigstellung eines Stockwerkes wurden drei Tage benötigt. Der Fußboden hat zwei unterschiedliche Belastungszonen. Im Abstand von 3,60 Meter rund um den Innenkern ist eine Bodenbelastung von 800 kg pro Quadratmeter und im übrigen Bereich eine Bodenbelastung von 500 kg pro Quadratmeter erlaubt.
Die Firmen Otis Elevator Company und ThyssenKrupp Elevator wurden mit dem Einbau der Aufzugsanlagen und der 33 Fahrtreppen beauftragt. Im Innenkern des SWFC sind 91 Hochgeschwindigkeitsaufzüge, davon 32 Doppeldeckeraufzüge untergebracht. Die Doppeldeckeraufzüge bestehen jeweils aus zwei fest miteinander verbundenen Kabinen mit einer Tragkraft von je 2.000 Kilogramm, die mit einer Spitzengeschwindigkeit von zehn Metern pro Sekunde (36 km/h) eine Sky Lobby in 240 Metern Höhe bedienen. Damit sind diese Anlagen im neuen Shanghai World Financial Center die schnellsten Doppeldeckeraufzüge der Welt (Stand Juli 2009). Diese Aufzüge ermöglichen den Transport von einer größeren Anzahl von Passagieren bei gleichzeitiger Beibehaltung hoher Flächeneffizienz. Um die hohen Geschwindigkeiten im Aufzugsschacht zu erreichen, haben die Ingenieure unter anderem aerodynamische Verkleidungen für Kabinen und Türen entwickelt. Daneben sorgt eine elektronische Rollenführung für eine vibrations- und schwingungsarme Aufzugsfahrt. Schon bei der Installation der Führungsschienen im Schacht musste mit Hilfe von moderner Lasertechnik auf äußerste Präzision geachtet werden, um den Passagieren auch bei hoher Geschwindigkeit den bestmöglichen Fahrtkomfort zu ermöglichen. Die Firma Otis baute auch sieben Gen2-Aufzüge ins SWFC ein. Das maschinenraumlose Gen2-System ist besonders Platz sparend und die patentierte Flachgurttechnologie sorgt für einen geräuschärmeren und ruhigeren Lauf als bei konventionellen Aufzügen. Die stahlseelenarmierten Polyurethangurte ebenso wie die getriebelose Maschine des Gen2-Aufzugs benötigen keine Schmierung; das System ist daher besonders sauber und umweltfreundlich. Darüber hinaus verbraucht der getriebelose, mit Permanentmagneten bestückte Antrieb nur halb so viel Energie wie herkömmliche Maschinen mit Getriebe.
Im 94. Stock befindet sich eine Ausstellungshalle. Um diese mit Autos und anderen Ausstellungsstücken versorgen zu können, wurde ein Autoaufzug eingebaut, der für eine Transportleistung von 3 Tonnen ausgelegt ist und der innerhalb von etwa zwei Minuten sein Zielstockwerk erreicht.

### Außenfassade

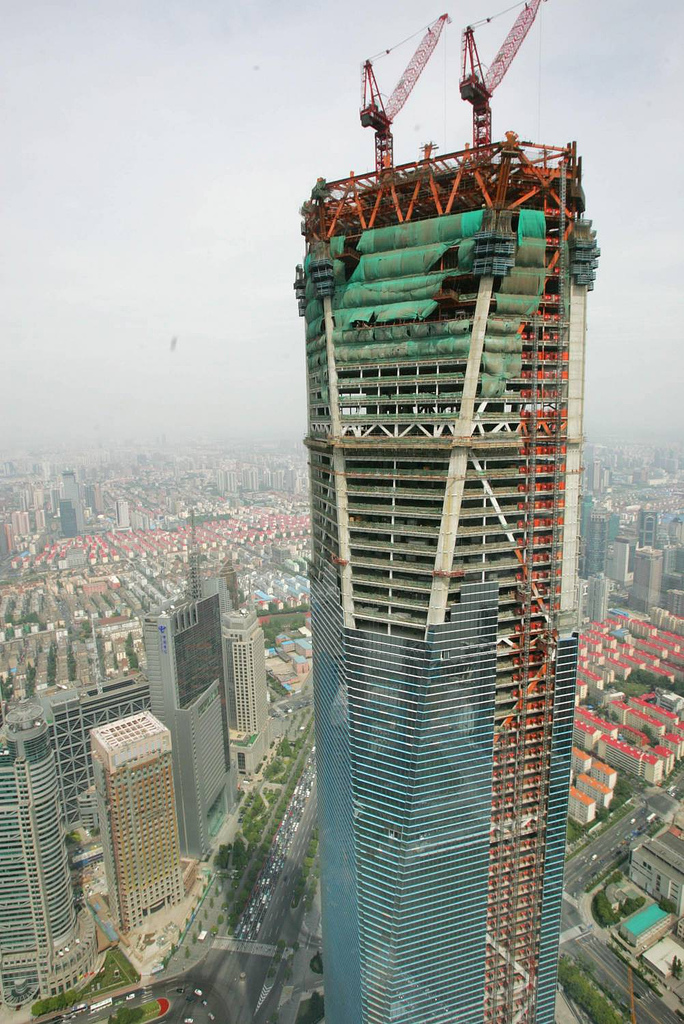
Der Bau im Mai 2007

Der Hauptkörper des Shanghai World Financial Centers ist ab einer Höhe von 24 Meter über der Oberfläche bis in die Gebäudespitze (492 m) mit einer Glasvorhangfassade verkleidet. Das ganze Gebäude hat 10.000 Fenster, wobei eine Fenstereinheit aus vier Glasscheiben mit Aluminiumrahmen zusammengesetzt ist. 130 Arbeiter, aufgeteilt in drei Schichten, haben für die Fenstermontage eine Spezialausbildung erhalten. Pro Tag wurden durchschnittlich 50 Fenstereinheiten montiert und in die Außenfassade eingebaut. Für ein Stockwerk wurden ca. anderthalb bis zwei Arbeitstage benötigt. Die Fenster wurden in einem Spezialkorb per Kran auf das entsprechende Stockwerk gebracht und dort zur Fenstereinheit montiert. Die montierte Fenstereinheit wurde per Kran aus dem Stockwerk geschwenkt und ein Stockwerk höher gehoben. Dort drehten Arbeiter die Fenstereinheit um 180° und ließen sie wieder ein Stockwerk herunter, wo sie mit den Halteklammern in die andere Fenstereinheit eingehängt wurde, so dass die Fenstereinheiten untereinander eine Verbindung hatten.
Die Glasvorhangfassade ist aus leichtem Spiegelglas angefertigt worden. Das Glas ist ein architektonisches Verbundsicherheitsglas von DuPont mit einer Butacite-Zwischenschicht, das wegen seiner Optik und Sicherheit ausgewählt wurde. Das Verbundglas umgibt die gesamte Struktur und wurde auch in den Visionsteilen des SWFC (z. B. Aussichtsplattform) wegen seiner Akustik und energiesparenden Leistung verwendet. Die Außenseite des Glases hat einen silbernen Schimmer, während die hohe Transparenz auf der Innenseite eine hervorragende Aussicht auf Shanghai für die Insassen des Gebäudes bietet. Die Glasaußenseite in Hochhäusern wie dem Shanghai WFC ist ständig dem Angriff von Feuchtigkeit und Alkalität – die zwei Hauptursachen von Glaskorrosion – ausgesetzt. Ab Werk wurde auf der Glasaußenseite ein Spezialglasschutz aufgebracht. Dieser Schutz ist wasserabweisend und sehr widerstandsfähig gegen Alkalität wie Zementstaub, Vogelkot, Baumharz und andere organische Verunreinigungen. In der Praxis ist das Glas schmutzabweisend, leichter zu reinigen und sauber zu halten. Jede Glasoberflächenkontamination kann leichter entfernt werden, dadurch werden Kosten gesenkt und langwierige Verzögerungen vermieden.

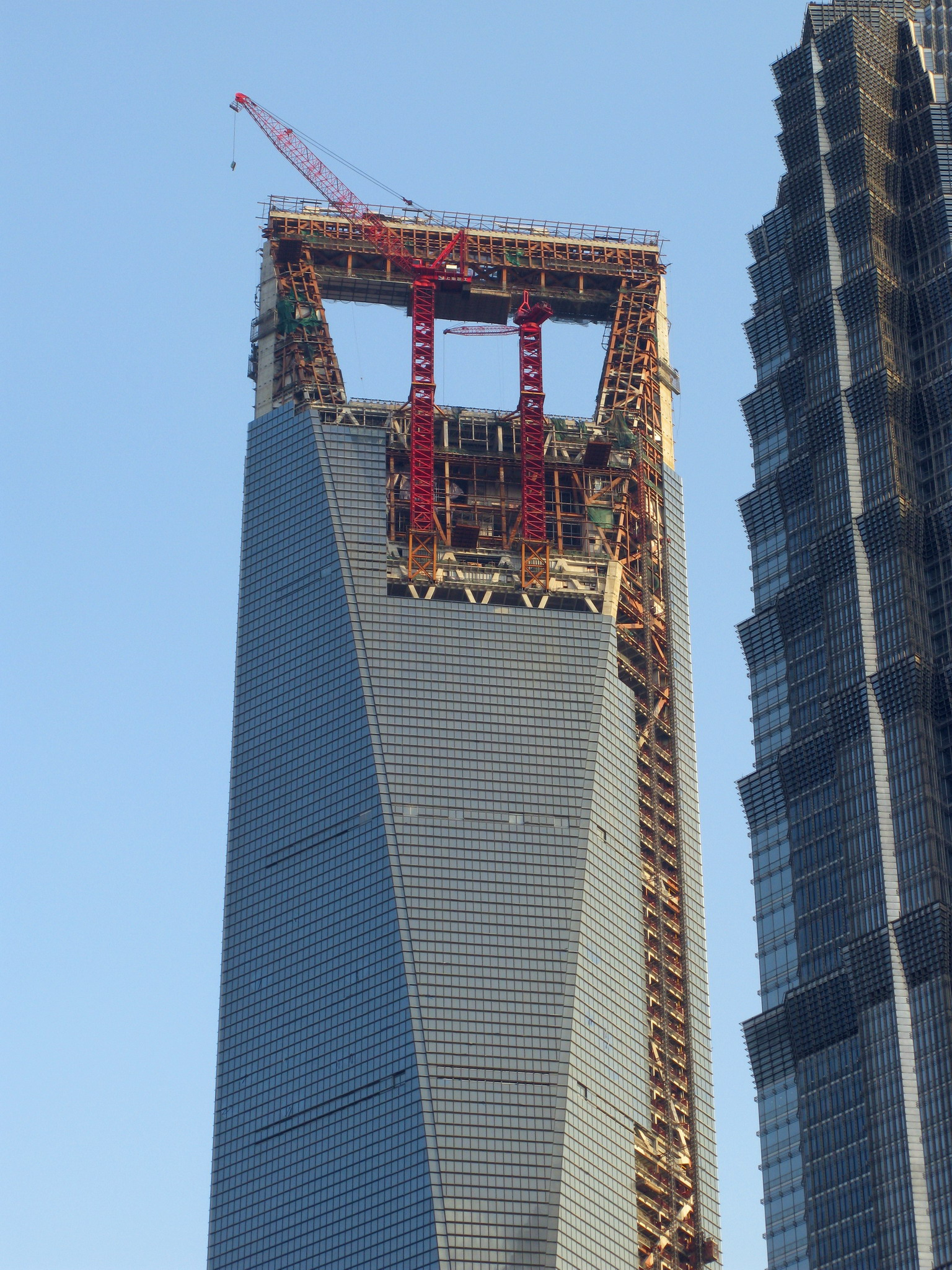
Bauarbeiten am Trapezportal

Im Shanghai World Financial Center sind drei Aussichtsplattformen untergebracht. Die niedrigste Aussichtsplattform befindet sich im 94. Stockwerk (423 m) und ist als 750 Quadratmeter große Veranstaltungshalle für Events vorgesehen. Oberhalb des 94. Stockwerkes ist das SWFC in reinem Stahlbau gefertigt. Die zweite Aussichtsplattform, die sogenannte Sky Bridge, befindet sich im 97. Stockwerk (439 m), das Dach der Sky Bridge kann bei gutem Wetter geöffnet werden. Die höchste Aussichtsplattform, der sogenannte Sky Walk, befindet sich im 100. Stockwerk (474 m). Der Sky Walk ist ein 55 Meter langer Flur und wurde mit einem transparenten Fußboden ausgelegt. Die Bodenplattenbelastung beträgt 240 kg pro Glasplatte.
Am 14. August 2007 brach ein Feuer im 40. Stockwerk des Shanghai World Financial Center aus, welches durch Schweißarbeiten verursacht wurde. Das Feuer wurde innerhalb einer Stunde von der Feuerwehr gelöscht. Bei diesem Unfall wurden keine Personen verletzt und es entstand nur ein geringer Sachschaden.

### Bauabschluss
Die Endhöhe von 492 Meter wurde am 14. September 2007 erreicht, wobei die 101 Stockwerke aber noch nicht fertiggestellt waren. Die endgültigen Fassadenplatten wurden erst im Juni 2008 installiert. Der Einbau der Aufzugsanlage wurde Mitte Juli 2008 abgeschlossen. Am 17. Juli 2008 wurde das Shanghai World Financial Center fertiggestellt. Die offizielle Eröffnung des Gebäudes wurde am 28. August 2008 für Unternehmen durchgeführt. Am 30. August 2008 wurden für das Publikum die Beobachtungsetagen geöffnet.

## Grünes Gebäude

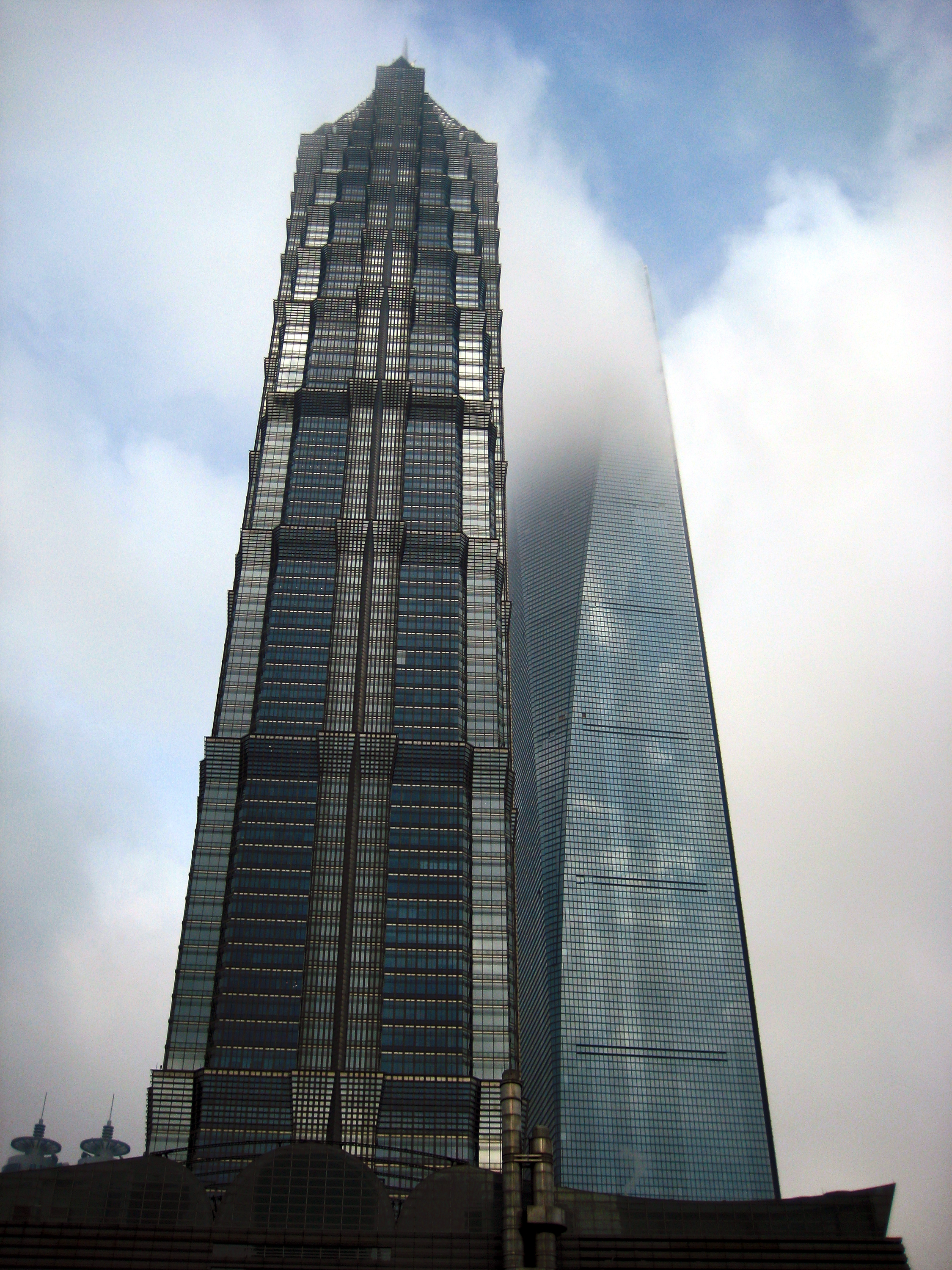
Von Wolken umhüllt

Schon bei der Planung des Shanghai World Financial Centers wurde auf besonders ressourcenschonendes Bauen im Sinne eines Grünen Gebäudes Wert gelegt. Die für das SWFC verfolgten Nachhaltigkeitsstrategien haben sich auf eine Reduzierung der für die Bauausführung erforderlichen Energie konzentriert, indem man die Effizienz maximiert, den Materialverbrauch minimiert und die Gebäudegeometrie entsprechend gestaltet hat.
Durch den Aufbau nur eines Mehrzweckwolkenkratzers, statt mit mehreren Gebäuden für bestimmte Zwecke kann der Energieverbrauch pro Person reduziert werden. Für den Bau des SWFC wurden nur asbest- und formaldehydfreie Baustoffe verwendet, um die Umwelt und Menschen vor diesen schädlichen Stoffen zu schützen. Im Gegensatz zu anderen Gebäuden, die in der Regel nach 30 Jahren eine Renovierung verlangen, ist das SWFC mit Materialien von hoher Lebensdauer gebaut, sodass eine Renovierung erst in mehr als 100 Jahren nötig wird.
Der Einsatz von modernen, hochfesten Stählen (Histar) am Shanghai World Financial Center ermöglichte bei größeren Spannweiten und bei hoher Belastung Einsparungen bei Material, Verarbeitung, Transport und Montage. Wegen der geringeren Eigenlast der HISTAR-Stähle wurde der Ausstoß von Treibhausgasen bei der Verwendung von Stahlstützen um 32 Prozent sowie bei der von Trägern um 19 Prozent reduziert.
Zum ersten Mal wurde in China das VAV-System (Variable Air Volume System) in den Klimaanlagen eingebaut, dadurch reduziert sich der Stromverbrauch um ca. 30 Prozent. Auch die Abwasser- sowie die Müllentsorgung wird umweltschonend durchgeführt. Auch bewahrt das reflektierende transparente Glassandwich der Fassaden die Wärme im Inneren, wodurch die Klimaanlage auf einem niedrigen Level läuft.
In der Sky Lobby (240 m) können Mitarbeiter das Mittagessen oder Snacks in der Kantine kaufen, statt mit einem der 91 Aufzüge den ganzen Weg bis zum Einkaufszentrum und den Restaurants ins Erdgeschoss zurückzulegen.

## Sonstiges

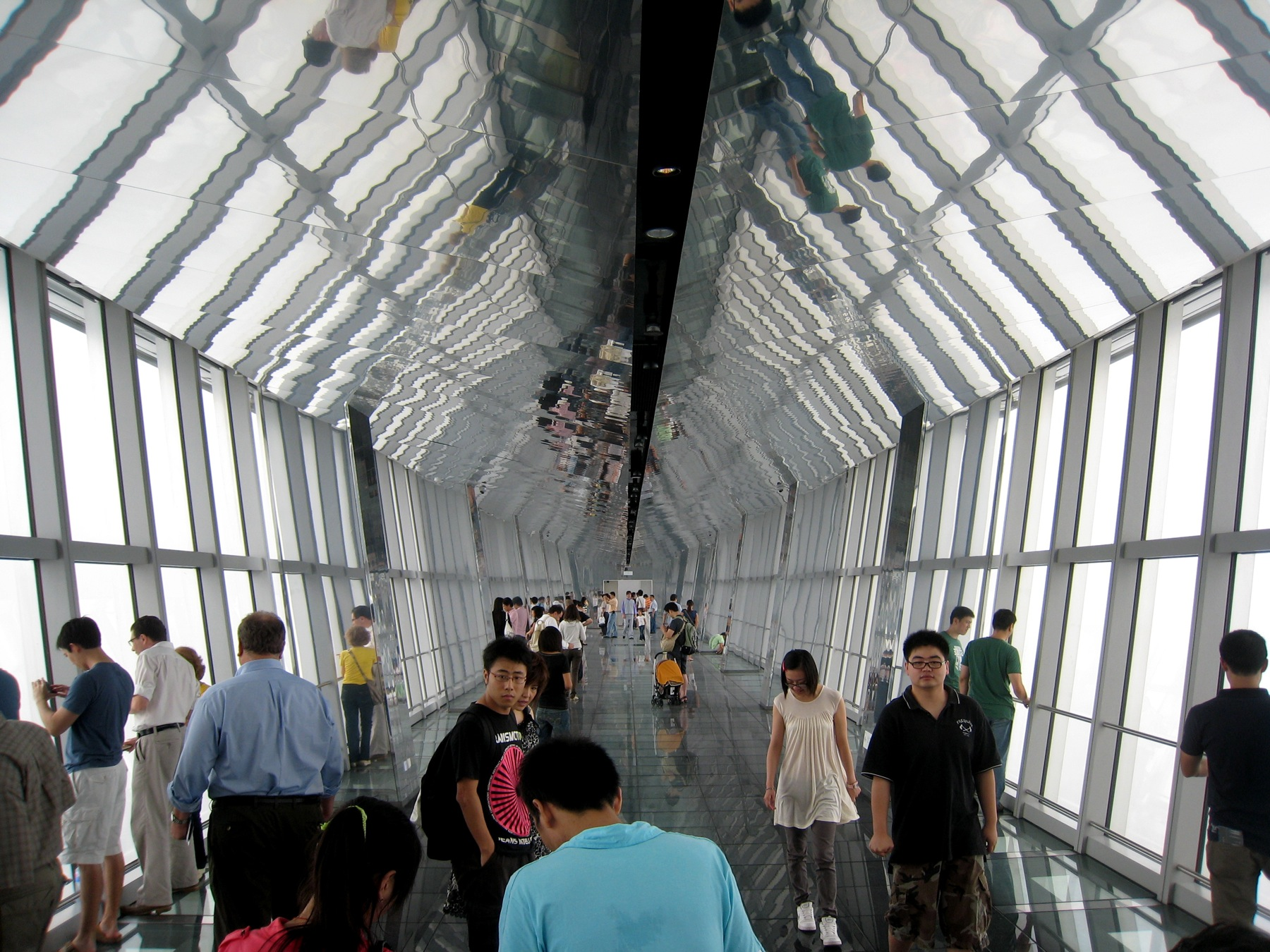
Die Aussichtsetage

Am 19. April 2009 präsentierte der Aufsichtsratsvorsitzende der Porsche AG, Wolfgang Porsche, als Weltpremiere die neue Geschäftslimousine „Panamera“ anlässlich der internationalen Automesse in Shanghai in der Ausstellungshalle im 94. Stockwerk des Gebäudes. Die Ausstellungshalle wird mit einem Autoaufzug mit einer Nutzlast von drei Tonnen versorgt, der in etwa zwei Minuten das 94. Stockwerk erreicht.

## Film
- Megabauwerke. Der Shanghai Super Tower. Dokumentarfilm, Neuseeland, VR China, 2007, 50 Min., Regie: Steven R. Talley, Max Quinn, Produktion: Natural History New Zealand Ltd. (NHNZ), China International Communications Centre (CICC), National Geographic Channel, Kinowelt, Video-Ausschnitt, 5:03 Min. vom National Geographic Channel.